# Rameswaram
Rameswaram (Tamil: இராமேஸ்வரம்) ist eine Stadt im südindischen Bundesstaat Tamil Nadu. Sie liegt im Distrikt Ramanathapuram auf der dem Festland vorgelagerten Insel Pamban in der Meerenge zwischen Indien und Sri Lanka. Als Ort, an dem Rama nach seiner Rückkehr aus Lanka den Gott Shiva verehrt haben soll, gilt Rameswaram als einer der heiligsten Orte des Hinduismus und ist daher einer der wichtigsten Wallfahrtsorte Indiens.

## Religiöse Bedeutung

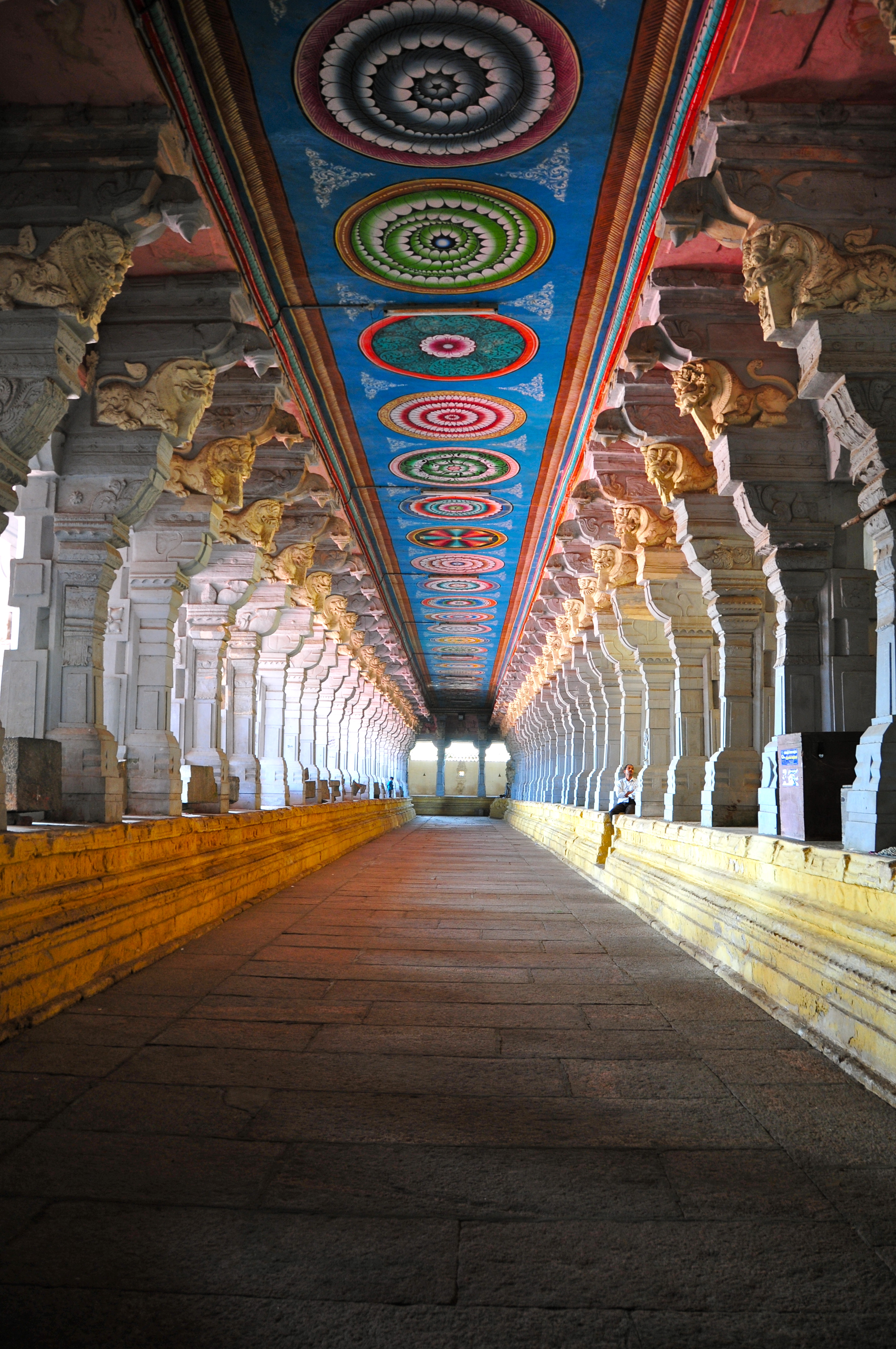
Korridor im Ramanathaswami-Tempel.

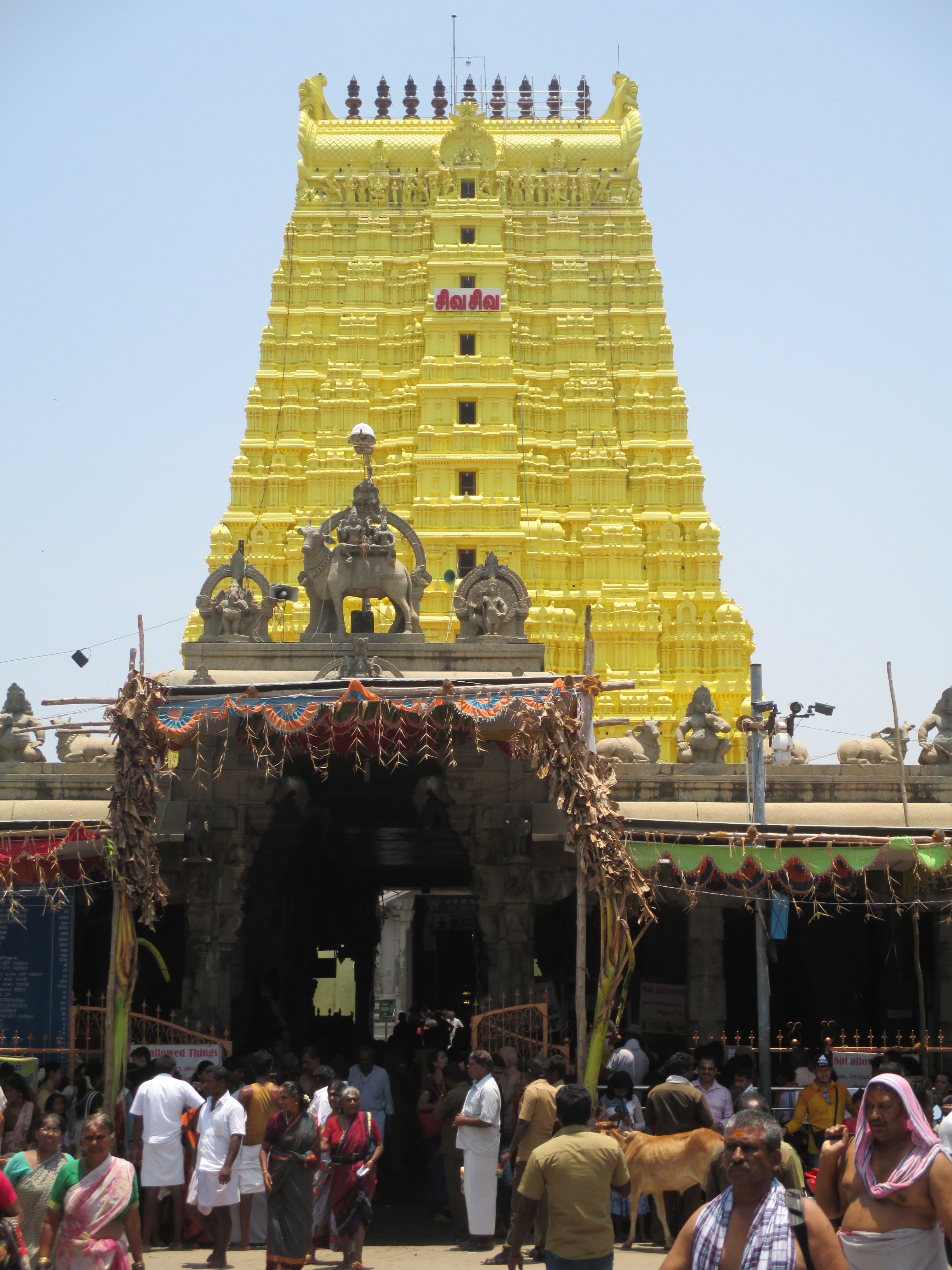
Ostgopuram des Ramanathaswami-Tempels

Rameswaram gilt Hindus als heiliger Ort. Die Adamsbrücke (oder Rama-Brücke) wird mit der Brücke identifiziert, die Gott Rama (eine Inkarnation Vishnus) laut dem Epos Ramayana nach Lanka bauen ließ, um seine Frau Sita aus der Entführung durch den Dämonenkönig Ravana zu retten. Nach seinem Sieg über Ravana soll Rama in Rameswaram Halt gemacht haben, um dem Shiva für seine Hilfe zu danken. Der Name Rameswaram leitet sich von dem Shiva-Heiligtum an dieser Stelle ab. Er stammt aus dem Sanskrit und bedeutet „[Ort des] Herrn von Rama“.
Rameswaram einer der wenigen Orte, die Vishnuiten und Shivaiten gleichermaßen heilig ist. Wegen seiner mythologischen Bedeutung gehört Rameswaram zu den wichtigsten hinduistischen Pilgerstätten. Neben Badrinath im Norden, Dwarka im Westen und Puri im Osten gilt Rameswaram im Süden als einer der vier heiligen Orte an den Kardinalpunkten Indiens (Char Dham). Gleichzeitig ist der Tempel von Rameswaram einer der zwölf Jyotirlinga-Schreine.
Rameswaram zieht Pilger aus allen Teilen Indiens, in geringerem Umfang auch ausländische Touristen an. Im Jahr 2011 verzeichnete Rameswaram 9,8 Millionen Besucher und war damit eines der wichtigsten Reiseziele Tamil Nadus.

## Lage und Klima
Rameswaram liegt im Süden Tamil Nadus auf der dem Festland vorgelagerten Insel Pamban (auch Rameswaram Island) in der Meerenge zwischen Indien und Sri Lanka nur etwa 50 km (Luftlinie) von Sri Lanka entfernt. Die Stadt befindet sich an dem der Palkbucht zugewandten Ostufer der Insel. An der Spitze der Pamban-Insel bei Dhanushkodi, etwa 20 km südöstlich von Rameswaram, beginnt die Adamsbrücke, eine Kette von Sandbänken und Inseln zwischen Indien und Sri Lanka. Rameswaram gehört zum Distrikt Ramanathapuram und ist Zentrum des gleichnamigen Taluks (Subdistrikts). Die Distrikthauptstadt Ramanathapuram liegt gut 55 km westlich auf dem Festland. Nach Madurai, der wichtigsten Stadt im Süden Tamil-Nadus, sind es rund 175 km, Chennai (ehemals Madras), die Hauptstadt des Bundesstaates liegt rund 600 km nördlich. Das Klima ist zumeist tropisch schwül; Regen (ca. 900 mm/Jahr) fällt hauptsächlich in den Monaten Oktober bis Dezember.

## Verkehr und Infrastruktur

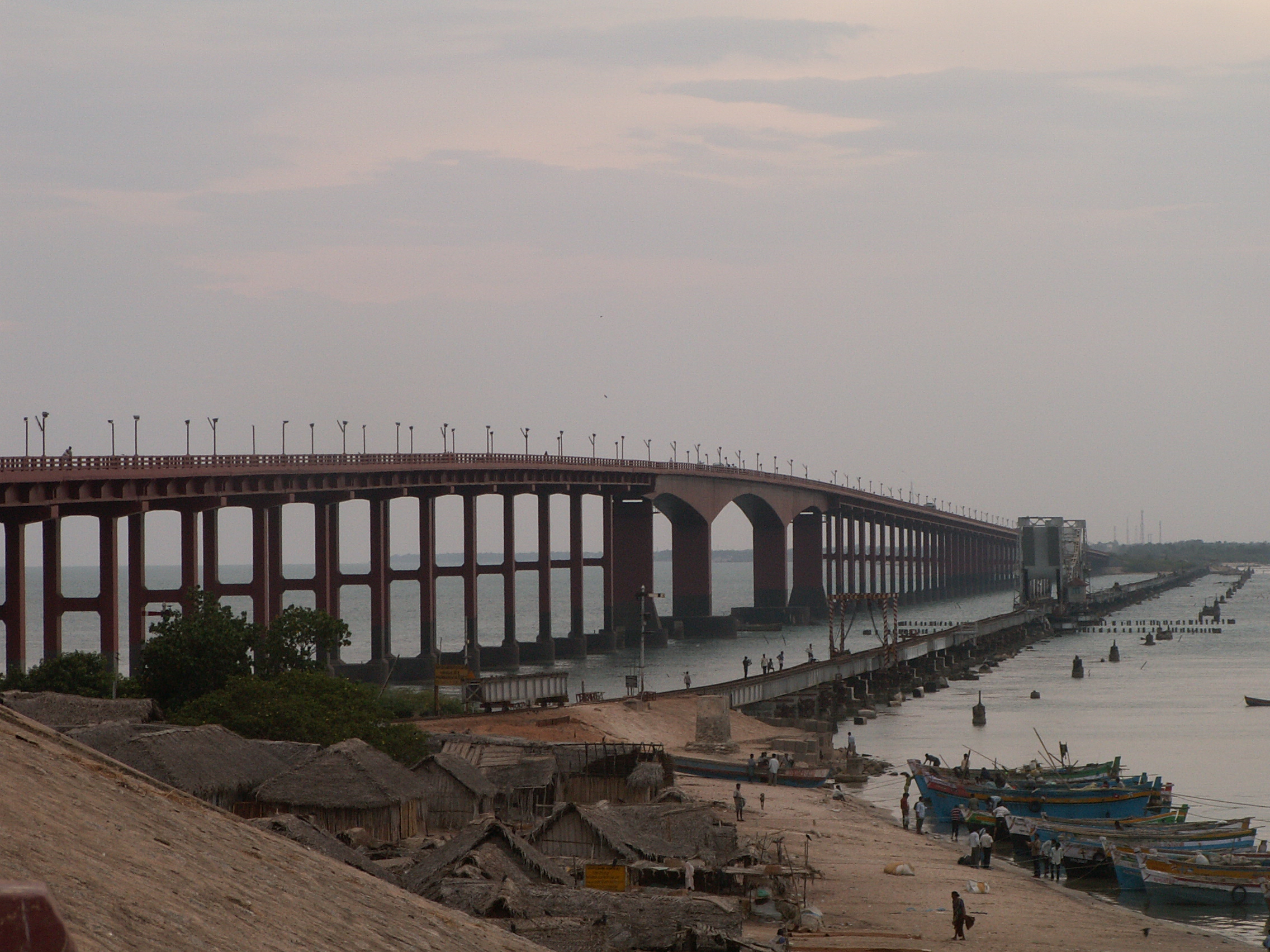
Die Pamban-Brücke verbindet Rameswaram mit dem Festland

Mit dem indischen Festland ist Rameswaram über die Pamban-Brücke verbunden. Sie besteht aus einer separaten Straßen- und Eisenbahnbrücke (Letztere ist eine 1914 erbaute Hubbrücke) und war lange Zeit mit 2.065 m die längste Seebrücke Indiens. Eine parallele neue Brücke ging im Jahr 2024 in Betrieb.
Rameswaram ist Endpunkt des aus Kochi kommenden National Highway 49. Die alte Bahnstrecke von Chennai über Madurai heißt heute Rameswaram Express. Früher führte die Bahnstrecke weiter nach Dhanushkodi am östlichen Ende der Insel, von wo Passagierfähren nach Talaimannar in Sri Lanka verkehrten. Der Ort Dhanushkodi und die Bahnstrecke wurden aber im Jahr 1964 durch einen verheerenden Zyklon zerstört und nicht wieder aufgebaut. Seitdem endet die Bahnlinie hinter Rameswaram in einem Kopfbahnhof. Nach der Zerstörung Dhanushkodis wurde eine Fährverbindung von Rameswaram nach Sri Lanka eingerichtet. Wegen des Bürgerkriegs in Sri Lanka wurde der Fährbetrieb in den 1980er-Jahren aufgegeben. Derzeit gibt es nach Ende des Bürgerkriegs Pläne, den Fährbetrieb wieder aufzunehmen.

## Bevölkerung
| Jahr      | 1991   | 2001   | 2011   |
| --------- | ------ | ------ | ------ |
| Einwohner | 32.721 | 37.968 | 44.856 |

Der anhaltende Anstieg der Bevölkerungszahlen beruht im Wesentlichen auf der Zuwanderung von Familien aus dem Umland. Die Bevölkerung besteht zu etwa 87,5 % aus Hindus, zu gut 8 % aus Christen und zu knapp 4,5 % aus Muslimen; Sikhs und Buddhisten spiele kaum eine Rolle. Der männliche Bevölkerungsanteil ist nur geringfügig höher als der weibliche.

## Wirtschaft
Früher war Rameswaram ein Fischerort; die meisten Lebensmittel wie Obst und Gemüse mussten vom Festland herbeigeschafft werden. Seit dem Mittelalter spielten auch der Handel und der Kulturaustausch mit den Nachbarreichen Südostasiens eine wichtige Rolle. 

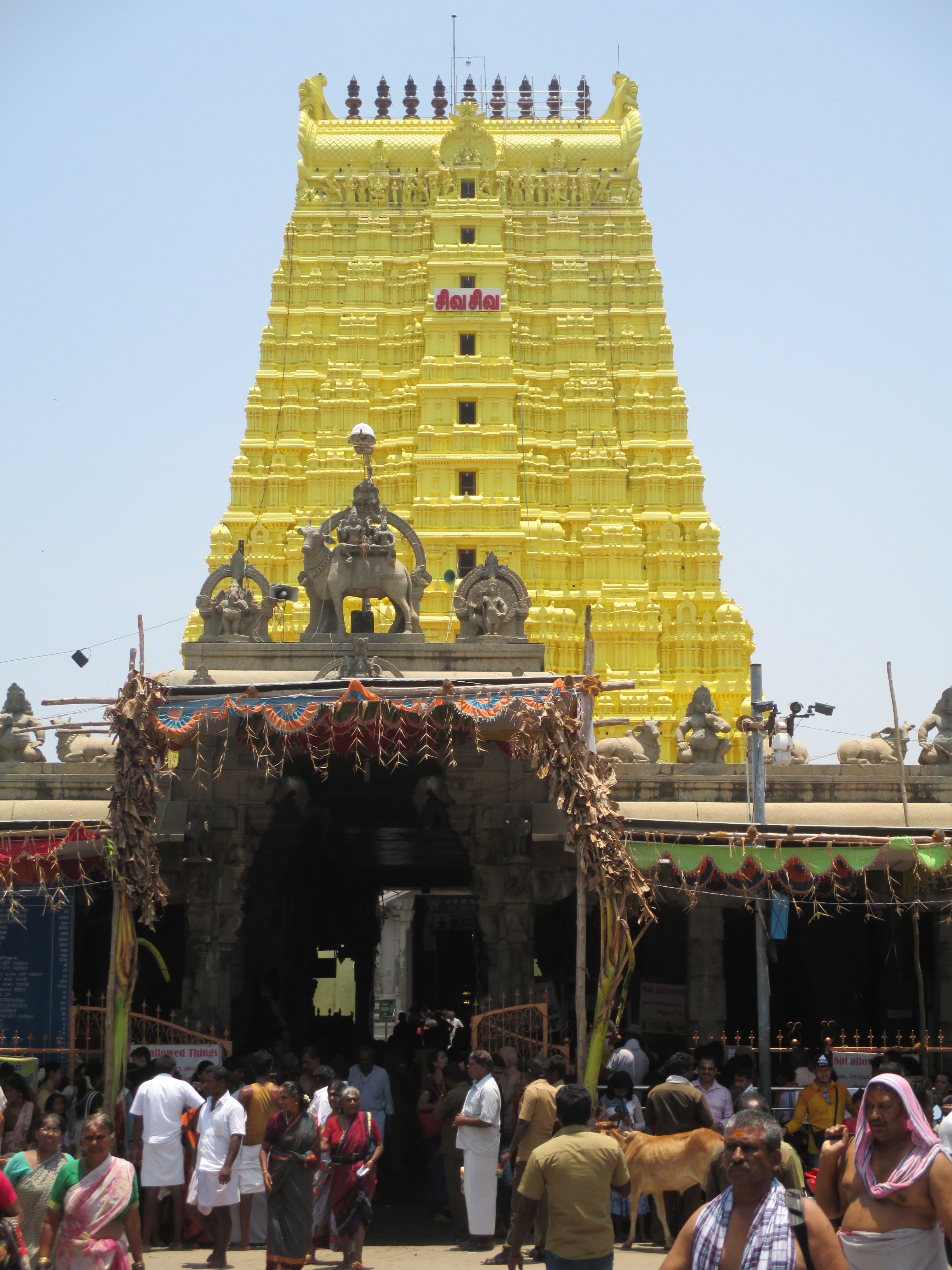
Ostgopuram des Ramanathaswami-Tempels

Seit dieser Zeit entwickelte sich auch das hinduistische Pilgerwesen zu einem immer wichtiger werdenden Wirtschaftsfaktor.

## Sehenswürdigkeiten
Wichtigste Sehenswürdigkeit ist der Ramanathaswami-Tempel mit seinen hochaufragenden Torbauten (gopurams).

## Sonstiges
In Rameswaram befindet sich das höchste Bauwerk Indiens, der 323 m hohe Fernsehturm Rameswaram.